# واچی
واچی (روسی: Вачи) یک منطقهٔ مسکونی در روسیه است که در شهرستان کولینسکی واقع شده‌است.

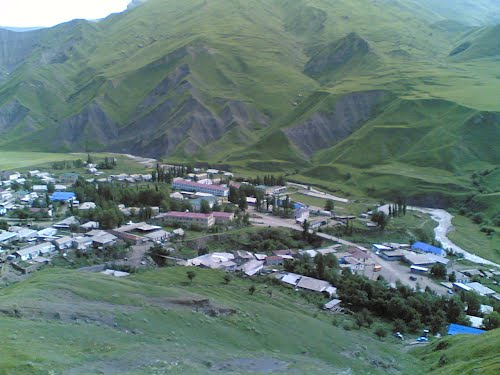

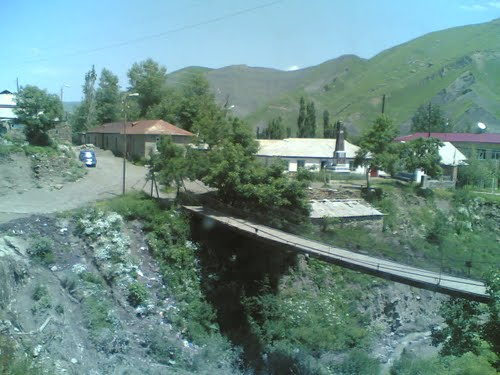